# Ensino integrado
O ensino integrado é um modelo implantado pelo Ministério da Educação no Brasil para  viabilizar a meta 06 do Plano Nacional da Educação, de oferecer em, no mínimo, 50% das escolas públicas jornadas diárias de sete horas ou mais até 2024.  É considerado  tempo integral a carga horaria escolar igual ou superior a 7 horas diárias ou 35 horas semanais.
O termo "integração" traz uma ideia de junção, união ou aglutinação de conteúdos ou disciplinas em um currículo escolar.  
A definição de educação integrada está presente no inciso I do caput do art. 36-C da Lei de Diretrizes e Bases da Educação Nacional, que foi Incluído pela Lei nº 11.741, de 2008.

## Objetivo
- Desenvolvimento e formação integral de bebês, crianças e adolescestes.
- Articular as diferentes experiências educativas como as sociais, culturais e esportivas.
- Trabalhar de forma interdisciplinar nos espaços dentro e fora da escola.

## Responsáveis
É uma implantação do MEC mas todos os entes subnacionais devem prestar assistência financeira  às instituições. 
Todos os entes federados podem implantar o Programa de Escola em Tempo Integral. 